# Oczarowanie
Oczarowanie (tyt. oryg. Enchantment) – powieść z gatunku fantasy autorstwa Orsona Scotta Carda. W Polsce ukazała się w 2001 roku, nakładem wydawnictwa Prószyński i S-ka w tłumaczeniu Maciejki Mazan. Utwór zainspirowany jest bajką o śpiącej królewnie, jak również rosyjskimi baśniami ludowymi.

## Opis fabuły
Iwan Smiecki, syn żydowskiego emigranta z komunistycznej Rosji, wyjeżdża wraz z rodzicami do Ameryki. Idąc w ślady ojca, studiuje język staro-cerkiewno-słowiański. W toku swojej edukacji postanawia wyjechać do Kijowa w celu zebrania materiałów do swojej pracy magisterskiej. Podczas pobytu na Ukrainie odwiedza farmę kuzyna Marka. Spacerując po okolicznych lasach odkrywa znalezioną już w dzieciństwie przepaść, gdzie, pośrodku morza liści, na piedestale śpi piękna kobieta; w morzu liści ukryty jest niedźwiedź, który, wyczuwając obecność człowieka, zaczyna rzucać w Iwana kamieniami. Iwan trafia niedźwiedzia w oko jednym z kamieni, po czym przeskakuje przepaść. Pocałunkiem udaje mu się obudzić śpiącą kobietę, która w obliczu zagrożenia (niedźwiedź wspinający się na piedestał) żąda od Iwana, aby się jej oświadczył. Gdy Iwan postępuje zgodnie z prośbą nieznajomej, niedźwiedź znika, otwierają się też dwa przejścia: pierwsze, prowadzące z powrotem do świata Iwana - współczesnej Rosji, oraz drugie, prowadzące do świata Kateriny - uratowanej nieznajomej, księżniczki królestwa zwanego Tainą, zagrożonego przez Babę Jagę, usiłującą zawładnąć całą X-wieczną Rusią.